# 229781 Arthurmcdonald
229781 Arthurmcdonald è un asteroide della fascia principale. Scoperto nel 2008, presenta un'orbita caratterizzata da un semiasse maggiore pari a 3,1608115 UA e da un'eccentricità di 0,0844789, inclinata di 14,04453° rispetto all'eclittica.